# Manina Tischler
Marianne „Manina“ Tischler (* 11. September 1918 in Wien; † 14. Jänner 2010 auf Giudecca in Venedig) war eine österreichische Bildende Künstlerin.

## Leben
Marianne Tischler war die Tochter des österreichischen Malers Viktor Tischler (1890–1951) und der Wiener Opernsängerin Mathilde Ehrlich. Ihr Vater war jüdischer Abkunft. Ihre Mutter sang als Mezzosopran und lyrischer Sopran an der Berliner Oper und an der Wiener Staatsoper.
1928 zog Tischler mit ihren Eltern nach Paris um. Dort verkehrte sie in Künstlerkreisen. Als 14-Jährige wurde sie bereits durch den Fotografen Erwin Blumenfeld porträtiert, 1934 entstand mit ihr Manina ou L’âme du torse, das häufig in Werken zu Surrealismus und Dadaismus reproduziert wurde, 1936 fertigte Blumenfeld in Paris eine Kunstpostkartenserie von Tischler an. 1937 heiratete sie den böhmisch-tschechischen Schriftsteller und Drehbuchautor Robert Thoeren. Vor dem Hintergrund der Nürnberger Gesetze emigrierten Tischler und Thoeren 1938, noch vor dem sog. „Anschluss Österreichs“, in die Vereinigten Staaten, wo sie nach Los Angeles zogen. Thoeren hatte in den USA später Erfolge als Drehbuchautor. 1940 wurde die gemeinsame Tochter Nina geboren. Im gleichen Jahr wurde sie von Man Ray in Hollywood fotografisch porträtiert.
Nach einer kurzen Ausbildung ab 1941 als Bildhauerin widmete sich Tischler der Malerei. 1948 entstanden ihre ersten Zeichnungen. Ihre erste Zeichnung, eine Federzeichnung und Gouache, trug den Titel Daphne. 1949 übersiedelte sie, mittlerweile von Thoeren geschieden, nach New York. Der Dichter und Literaturkritiker Eugene Jolas ermöglichte ihr in der Hugo Gallery 1951 die erste eigene Ausstellung mit Zeichnungen. Die Ausstellung wurde u. a. in der New York Herald Tribune von der Kunstkritikerin Emily Genauer besprochen.
Nach einem zweijährigen Aufenthalt in London zog Tischler im Jahre 1954 endgültig nach Venedig, eine Stadt, welche für sie eine magische Anziehungskraft ausübte. Dort lernte sie 1954 auch den französischen Dichter Alain Jouffroy (1928–2015) kennen, den sie 1957 heiratete. Alain Jouffroy widmete ihr im Laufe seines künstlerischen Schaffens eine Reihe von Gedichten. In der Sammlung Les quatre saisons d’un ame (1955; Editions Du Dragon) findet sich das Gedicht Lettre à Manina. 1958 widmete er ihr seine erste eigene Gedichtsammlung  A toi (Ed. NRF). In Eau sous terre (Gallimard, Paris, 2005) ist jedes Gedicht Jouffroys von einer Zeichnung Tischlers inspiriert.
Jouffroy machte sie auch mit den französischen Surrealisten bekannt. Tischlers Malerei nahm fortan jene magisch-träumerische Atmosphäre an, welche für die Kunstströmung des Surrealismus bezeichnend ist. André Breton bezeichnete sie als „geborene Surrealistin“. Anlässlich ihrer Ausstellung 1952 in der Galérie Cocteau sprach er von der „reinen Poesie des Surrealen“.
Nach ihrem endgültigen Umzug nach Venedig lebte Tischler zunächst im Sestiere Castello. Nach dem Tod ihrer Tochter Nina, die 1960 in Los Angeles auf dem Campus ermordet worden war, zog sich Tischler in ihr Haus auf der venezianischen Insel(gruppe) Giudecca zurück, um sich dort ihrem künstlerischen Schaffen zu widmen. Tischlers Haus wurde in der Folgezeit zum Sammelpunkt junger Künstler.
Ausstellungen ihrer Werke, hauptsächlich Zeichnungen und Gravuren, fanden auch in Europa, unter anderem 1959 in der Pariser Galerie Codier und 1963 in der Kopenhagener Galerie Passepartout statt. 1979 fand eine Einzelausstellung in Bologna in den Räumen des Centro Espositivo Nucleo Arte statt. 1986 wurden Tischlers Werke im Rahmen des Sonderprogramms „Arte e Alchimia“ bei der XLII. Biennale gezeigt. 1989 waren Werke Tischlers im Rahmen der Ausstellung „I Surrealisti“ im Palazzo Reale in Mailand zu sehen. 1994 wurden Tischlers Werke im Rahmen der Ausstellung „I Phantastistici“ im Kulturzentrum „Le Zitelle“ in Venedig präsentiert. 1999 folgte eine weitere Einzelausstellung im Rahmen der „Veneziarte“; dort wurden Illustrationen Tischlers gezeigt. 2003 fand in Wien im Brick 5 (Verein zur Förderung der multimedialen Kunst und Technik) eine biografische Ausstellung mit dem Titel „Manina - Von Hollywood zum Surrealismus. Eine erzählte Zeitreise“ statt. Dabei wurden Werke Tischlers (Ölgemälde, Zeichnungen) und ihres Vaters Victor Tischler präsentiert. Ihre letzte Einzelausstellung hatte Tischler vom 22. Mai bis 30. Juni 2005 in Räumen des Palazzo Albrizzi in Venedig; die Ausstellung trug den Titel „Surreale realtà nel mondo di Manina“.
1981 gab Tischler die Malerei auf. In der letzten Periode ihres Schaffens stellte Tischler mosaikartige Collagen her sowie Schmuckstücke aus Kupfer und bunten Steinen.
In den 1990er Jahren zog sie sich auf Giudecca zurück. Sie lebte dort abgeschieden und ohne Verwandte. Sie litt an Osteoporose. Ihr Domizil auf Giudecca war zunächst eine Zweizimmerwohnung in der Residenza Sant’Eufemia e San Biagio. Ihre letzten Lebensjahre verbrachte sie im Centro Servizi Residenza Zitelle, wo sie von Mitarbeitern des Istituto di Ricovero e di Educazione (I.R.E) betreut wurde. Sie starb auf Giudecca; ihr Grab befindet sich auf dem venezianischen Friedhofsinsel San Michele.

## Ausstellungen (Auswahl)
- Hugo Gallery New York, 1951 und 1952 (E)
- Brook Street Gallery, London 1952.
- Galerie Cocteau, Paris, 1952.
- Trafford Gallery, London 1953.
- Galleria Bevilacqua La Masa, Venedig, 1955.
- Galérie Athenée, 1956, Genf
- Musée de l’Art Moderne, Paris, 1958 (G)
- Galérie Fürstenberg, Paris, 1959
- Galérie Les Quattre Saisons, Paris, 1960.
- Galleria Bevilacqua La Masa, Venedig, 1962.
- Galerie Passepartout, Kopenhagen, 1963.
- Ca' Giustinian, Venedig, 1964 im Palazzo Giustinian (E, K)
- Galleria Martano, Turin, 1965.
- Galleria Solaria, Mailand, 1970.
- Galleria Borgonuovo, Mailand, 1971 (E, K)
- Galleria Fiamma Vigo, Rom, 1974.

In 2000 stellte Arturo Schwarz ihr Bild Le vol de lupté (Öl auf Leinwand, 90 × 70 cm, 1958) anlässlich der Schenkung der Vera and Arturo Schwarz Collection of Dada and Surrealist Art an das Israel Museum in der Ausstellung Dreaming with Open Eyes aus.

## Kataloge, Bildbände
- Manina. Comune di Venezia, Sala degli Specchi, Ca'Giustinian, 22 agosto-3 settembre 1964. Venezia 1964, Text: Umberto Appolonio. (Ausstellungskatalog).
- Manina. Catalogo della mostra tenuta a Milano presso la Galleria Borgonuovo dal 14 al 31 marzo 1971. Milano 1971. (Ausstellungskatalog).
- Manina. Frebort, Wien 2002, ISBN 3-9501611-0-4. (183 S., Biografie und Bildband, Text: Rudolf B. Kleinschmidt).